# Моэксиприл
Моэксиприл — лекарственное средство, ингибитор АПФ. Оказывает гипотензивное, вазодилатирующее действие.

## Фармакологическое действие
Ингибитор АПФ. Препятствует образованию ангиотензина II, уменьшает его сосудосуживающие действие, а также стимулирующее действие на секрецию альдостерона. Снижает ОПСС. cyberlesson.ru. Дата обращения: 2 марта 2021., уменьшает постнагрузку на сердце, снижает АД.

## Фармакокинетика
После приема внутрь абсорбция из ЖКТ составляет 22 %, при приеме с пищей всасывание снижается. В печени быстро превращается в моэксиприлат, обладающий фармакологической активностью. Cmax достигается в течение 1.5-2.1 ч. Связывание моэксиприлата с белками плазмы составляет 50 %. Vd — 183 л. Моэксиприл и моэксиприлат метаболизируются до дикетопиперазиновых дериватов. patents.google.com. Дата обращения: 2 марта 2021. и других метаболитов. Имеет пролонгированную конечную фазу элиминации, отражающую медленное высвобождение из связи с АПФ. Клиренс моэксиприла составляет 441 мл/мин, моэксиприлата — 232 мл/мин. T1/2 — 10 ч. Выводится с калом в виде моэксиприлата (52 %) и около 1 % — в неизмененном виде; почками выводится около 7 % препарата в виде моэксиприлата, 1 % — в неизмененном виде и 5 % — в виде других метаболитов (при приеме внутрь), после в/в введения почками выводится 40 % моэксиприлата, 26 % моэксиприла и небольшое количество метаболитов, через кишечник — около 20 % (преимущественно в виде моэксиприлата).

## Режим дозирования
Показан при артериальной гипертензии.
Первая доза составляет 3.75 мг 1 раз/сутки, далее применяют в дозе 7.5 мг 1 раз/сутки. При отсутствии эффекта дозу увеличивают до 15 мг/сутки. Максимальная суточная доза составляет 30 мг. Поддерживающая доза обычно составляет 7.5-15 мг/сутки. Суточную дозу следует принимать 1 раз/сут, в исключительных случаях — 2 раза/сутки.

## Побочные эффекты
Препарат имеет разнообразные побочные эффекты разных систем органов
Со стороны сердечно-сосудистой системы: ортостатическая гипотензия, нарушения ритма сердца, стенокардия, инфаркт миокарда, инсульт, васкулиты.
Со стороны дыхательной системы: синуситы, глоссит, кашель, бронхоспазм.
Со стороны пищеварительной системы: тошнота, рвота, боли в животе, диарея, запор, нарушение функции печени, гепатит, холестатическая желтуха. compendium.com.ua. Дата обращения: 2 марта 2021., панкреатит, кишечная непроходимость.
Со стороны ЦНС и периферической нервной системы: головные боли, сонливость, депрессия, парестезии, нарушения зрения, потеря вкуса.
Со стороны системы кроветворения: анемия, лейкопения, тромбоцитопения, эозинофилия; в отдельных случаях — панцитопения. www.podari-zhizn.ru. Дата обращения: 2 марта 2021..
Со стороны мочевыделительной системы: нарушение функции почек, усугубление почечной недостаточности, протеинурия.
Со стороны костно-мышечной системы: артралгии, миалгии.
Дерматологические реакции: псориазоподобные изменения кожи, алопеция, отслоение ногтей.
Со стороны мочеполовой и других систем: импотенция, аллергические реакции.

## Противопоказания к употреблению
Ряд заболеваний, при которых назначение моэксиприла противопоказано:
- Аортальный стеноз
- Митральный стеноз
- Гипертрофическая кардиомиопатия
- Выраженные нарушения функции печени и почек
- Гемодиализ
- Отечный синдром при сердечной недостаточности
- Беременность
- Лактация
- Детский возраст

## Применение в группах с противопоказаниями

### Применение при беременности и кормлении грудью
Моэксиприл противопоказан к применению при беременности и в период лактации.

### Применение при нарушениях функции печени
Противопоказан при выраженных нарушениях функции печени. При умеренных нарушениях функции печени требуется коррекция режима дозирования.

### Применение при нарушениях функции почек
Противопоказан при выраженных нарушениях функции почек, гемодиализе. При умеренных нарушениях функции почек требуется коррекция режима дозирования.

### Применение у детей
Противопоказан в несовершеннолетнем возрасте.

### Применение у пожилых пациентов
Особый контроль показан при применении моэксиприла у пациентов старше 65 лет.

## Особые указания
После применения первой дозы, а также при повышении дозы моэксиприла и/или дозы диуретиков в течение не менее 2 ч необходим строгий контроль врача.
При тяжелой артериальной гипертензии подбор дозы следует проводить в условиях стационара.
При умеренных нарушениях функции печени и почек требуется коррекция режима дозирования.
Моэксиприл можно применять только в крайних случаях при протеинурии более 1 г/сут, при тяжелых нарушениях электролитного баланса,. www.bsmu.by. Дата обращения: 2 марта 2021. аутоиммунных заболеваниях.
Особый контроль показан при применении моэксиприла у пациентов с гиповолемией, при сниженной концентрации электролитов в крови, тяжелой артериальной гипертензии; хронической сердечной недостаточности, а также у лиц старше 65 лет.
При необходимости проведения гемодиализа или гемосорбции моэксиприл необходимо отменить.
Вероятность появления сухого кашля снижают ингаляции кромоглициевой кислоты.
Во время применения моэксиприла следует регулярно контролировать концентрацию электролитов и креатинина в плазме крови, картину периферической крови. www.mskcc.org. Дата обращения: 2 марта 2021..

## Лекарственное взаимодействие
При одновременном применении с антигипертензивными. astgmu.ru. Дата обращения: 2 марта 2021. препаратами (в том числе и с диуретиками) возможно усиление гипотензивного действия.
При одновременном применении с калийсберегающими диуретиками. www.vidal.ru. Дата обращения: 2 марта 2021. возможно развитие гиперкалиемии.
При одновременном применении с пероральными гипогликемическими средствами. www.rlsnet.ru. Дата обращения: 2 марта 2021. возможно усиление гипогликемического эффекта пероральных гипогликемических средств.
При одновременном применении с препаратами лития возникает риск повышения концентрации лития в плазме крови и развития токсических эффектов.
При одновременном применении с аллопуринолом, цитостатиками, иммунодепрессантами, ГКС. www.podari-zhizn.ru. Дата обращения: 2 марта 2021. для системного применения, прокаинамидом возможно уменьшение числа лейкоцитов.